# Consolation à Du Périer
La Consolation à M. Du Périer est un poème de François de Malherbe, publié pour la première fois en 1599. Il s'agit d'une réécriture du poème de Malherbe La Consolation à Cléophon, qu'il avait écrit en 1592. Selon Raymond Lebègue : « La Consolation à M. Du Périer est assurément le plus célèbre des poèmes qui ont paru en France entre les sonnets pour Hélène et les Fables de La Fontaine »
On y trouve une morale stoïcienne d'acceptation des lois de la nature et de Dieu. C'est aussi l'un des rares poèmes où l'on trouve des accents personnels biographiques dans l'œuvre de Malherbe, avec la strophe : « De moi, déjà deux fois d’une pareille foudre / Je me suis vu perclus ; /Et deux fois la raison m’a si bien fait résoudre, /Qu’il ne m’en souvient plus. ».
Le poème contient également les célèbres vers :
Et rose, elle a vécu ce que vivent les roses

L’espace d’un matin.

## Une réécriture d'un poème antérieur:La Consolation à Cléophon
Ce poème constitue une réécriture de la Consolation à Cléophon, écrite en 1592 à l'occasion de la mort de Rosette, la fille de Cléophon, son ami normand. À la mort de la petite Marguerite du Périer en 1598, alors qu'elle avait cinq ans, Malherbe a repris ce poème, supprimant certains archaïsmes et remaniant quelques rimes.
Une légende veut que ces deux vers célèbres soient dus à une erreur de lecture de l'imprimeur : initialement, Malherbe aurait écrit Rosette a vécu…, et celui-ci aurait fait une erreur et lut Roselle a vécu…, ce qui aurait donné la forme définitive: Et rose, elle a vécu....
Cependant, une variante de cette Consolation, qui n'existe que sur feuille volante, tend à démentir cette rumeur :
Et ne pouvait, Rosette, être mieux que les roses

Qui ne vivent qu'un jour.
Ainsi, le nom de Rosette semble davantage être le nom de la fille de Cléophon qu'un surnom accordé à Marguerite.